# Perfluornonyl-Dimethicon
Perfluornonyl-Dimethicon ist ein Copolymer auf Siliciumbasis. Es unterscheidet sich von Polydimethylsiloxan durch einen Fluortelomersubstituenten in etwa jeder zweiten Polymereinheit.

## Verwendungen
Perfluornonyl-Dimethicon wird in einer Vielzahl von Kosmetika verwendet, oft in Lidstrichen und Lippenkonturenstiften.

### Handelsnamen
- Fluorosil J15[6]
- Pecosil FSH-150[6]
- Pecosil FSH-300[6]
- Pecosil FSL-150[6]
- Pecosil FSL-300[6]
- Pecosil FSU-150[6]
- Biosil Basics Fluorosil 14[6]
- Biosil Basics Fluorosil LF[6]

## Eigenschaften
Die 9:3-Fluortelomer-Substituenten aus Perfluornonyl-Dimethicon können zu Perfluorcarbonsäuren wie Perfluornonansäure und Perfluoroctansäure umgewandelt werden.
Daher erfüllt es die Definition eines Perfluoroctansäure-Vorläufers laut Stockholmer Übereinkommen sowie EU-POP-Verordnung und unterliegt einem weitreichenden Verbot. Zudem fällt er auch unter die Beschränkung von Perfluorcarbonsäuren der Kettenlängen C9–C14, ihrer Salze und Vorläuferverbindungen in der REACH-Verordnung.